# New York Commodities Exchange
Le New York Commodities Exchange (Comex) est une bourse spécialisée dans l'énergie et les métaux précieux, fondée à New York en 1933, qui a fusionné avec le Nymex, lui-même racheté par le Chicago Mercantile Exchange en août 2008.

## Histoire
New York Commodities Exchange est créé en 1933 et devient un marché à terme très important en 1974, l'année où les citoyens américains sont à nouveau autorisés à détenir personnellement de l'or, après 40 ans d'interdiction[réf. nécessaire]. C'est l'année de la création d'un contrat à terme sur l'or, après le premier choc pétrolier, qui réveille l'inflation. Des options sur contrat à terme sur l'or y sont lancés en 1982. Le Comex devient le lieu de spéculations très importantes sur les métaux précieux (or, argent, platine). Le Comex a été critiqué pour sa responsabilité indirecte dans le Squeeze (finance), vaste manipulation de marché effectuée par les frères Hunt sur l'argent métal en 1980, appelée aussi Jeudi de l'argent.
Le New York Commodities Exchange a cependant joué un rôle dans la fin de cette spéculation, en réduisant d'office et de force le nombre de contrats qu'il est possible de détenir sur le marché à terme, pour créer une « limite d'emprise », et en augmentant les « appels de marge », c'est-à-dire les sommes que les spéculateurs doivent lui payer.
Le Comex a vu son nom retiré après avoir fusionné avec une autre bourse de la ville, qui avait connu une forte croissance dans le domaine des produits pétroliers et gaziers, le New York Mercantile Exchange (Nymex).